# Hyles mediofascia
Hyles mediofascia är en fjärilsart som beskrevs av Bytinski-salz. 1937. Hyles mediofascia ingår i släktet Hyles och familjen svärmare. Inga underarter finns listade i Catalogue of Life.